# Стадион Фоксборо
Стадион Фоксборо (енгл. Foxboro Stadium) је вишенаменски стадион, који се налази у Фоксборо, (Масачусетс, САД), има капацитет од 60.292 места за седење. Налази се на североистоку Сједињених Држава, у Фоксбороу у Масачусетс. Стадион је отворен 1971. године и служио је као домаћи терен за Патриотсе из Националне фудбалске лиге (НФЛ) током 31 сезоне (до јануара 2002.), а такође и као домаћи терен за Њу Ингланд револушн у фудбалској лиги (МЛС) од 1996. до 2002. године. Стадион је био место одржавања неколико утакмица за Светском првенству у фудбалу 1994. и Светском првенству у фудбалу за жене 1999. године. Стадион Фоксборо је срушен 2002. године и замењен је стадионом Ђилет и тржним центром Патриот плејс.

## Историја
Градња стадиона је почела у септембру 1970. године и коштала је 7,1 милион долара, само 200.000 долара више од буџета. Чак и ако се дозволи ово скромно прекорачење трошкова, то је и даље била јефтина цена за велики спортски стадион чак и по стандардима из 1970-их. То је зато што Патриотси нису добили финансијска средства од Комонвелта Масачусетса или града Фоксбороа, већ  је био један од ретких стадиона у главној лиги тог доба који је био у потпуности финансиран из приватних извора.
Стадион је отворен у августу 1971. године као „стадион Шефер”, првенствено као домаћи терен за Њу Ингланд патриотсе из Националне фудбалске лиге.  Тим је до тада био познат као Бостон патриотси (током својих првих једанаест сезона од 1960. до 1970.),  и играо је на разним стадионима у кругу града Бостон. Шест сезона, од 1963. до 1968, Патриотси су играли у Фенвеј парку, дому бејзбол тима Бостон Ред сокса. Као и већина бејзбол стадиона, Фенвеј није био погодан као фудбалске утакмице. Капацитет за седење је био неадекватан, само око 40.000 за фудбал, а многа седишта су имала ометани поглед. Са завршетком спајања АФЛ-НФЛ-а 1970. године, лига је захтевала од својих тимова да играју на стадионима који имају више од 50.000 места, а ниједно место у Бостону није могло да прими публику ове величине са садржајима НФЛ-а. Пре него што су Патриотси стигли, бројни претходни покушаји професионалног фудбала у Бостону били су заустављени недостатком про-калибарског стадиона. (Редскинси су отишли након сезоне 1936, у којој су били домаћини НФЛ шампионата, не у Бостону, већ на Поло Гроундс у Њујорку.)
Бостон Патриотси су играли сезону 1969. на Алумни стадиону на Бостон колеџу у Честнат Хилу, а сезону 1970, њихову прву у НФЛ-у, на стадиону Харвард у Бостонском насељу Олстон.

### Капацитет стадиона
| Година    | Капацитет |
| --------- | --------- |
| 1971      | 61,114    |
| 1972      | 60,999    |
| 1973–1977 | 61,279    |
| 1978–1983 | 61,297    |
| 1984–1987 | 60,890    |
| 1988–1994 | 60,794    |
| 1995–2002 | 60,292    |

### Фудбал
Стадион је било домаћин бројних значајних фудбалских утакмица, укључујући шест утакмица са Светског првенства у фудбалу 1994. године. Стадион Фоксборо је био последњи стадион на коме је Дијего Марадона постигао гол на Светском првенству и то је било на утакмици против Грчке. Ту је последњи пут играо у званичној утакмици ФИФА Светског првенства против Нигерије 25. јуна 1994. године.
Стадион је био домаћин пет утакмица ФИФА Светског првенства за жене 1999., МЛС купа 1996. и 1999. и инаугурационог Купа оснивача Уједињене фудбалске асоцијације за жене.
Светско првенство у фудбалу 1994.
| Датум         | Време (EDT) | Екипа #1     | Рез.             | Екипа #2 | Коло          | Посета |
| ------------- | ----------- | ------------ | ---------------- | -------- | ------------- | ------ |
| 21. јун 1994. | 12:30       | Аргентина    | 4 : 0            | Грчка    | Група Д       | 54.456 |
| 23. јун 1994. | 19:30       | Јужна Кореја | 0 : 0            | Боливија | Група Ц       | 54.453 |
| 25. јун 1994. | 16:00       | Аргентина    | 2 : 1            | Нигерија | Група Д]      | 54.453 |
| 30. јун 1994. | 19:30       | Грчка        | 0 : 2            | Нигерија | Група Д]      | 53.001 |
| 5. јул 1994.  | 13:00       | Нигерија     | 1 : 2 (п. с. н.) | Италија  | Осмина финала | 54.367 |
| 9. јул 1994.  | 12:00       | Италија      | 2 : 1            | Шпанија  | Четвртфинале  | 53.400 |

Светско првенство у фудбалу за жене 1999.
| Датум         | Време (EDT) | Екипа #1         | Рез.  | Екипа #2       | Коло       | Посета |
| ------------- | ----------- | ---------------- | ----- | -------------- | ---------- | ------ |
| 20. јун 1999. | 16:00       | Норвешка         | 2 : 1 | Русија         | Група Ц    | 14.873 |
| 20. јун 1999. | 19:30       | Аустралија       | 1 : 1 | Гана           | Група Д    | 14.873 |
| 27. јун 1999. | 16:30       | Мексико          | 0 : 2 | Италија        | Група Б    | 50.484 |
| 27. јун 1999. | 19:00       | Сједињене Државе | 3 : 0 | Северна Кореја | Група А    | 50.484 |
| 4. јул 1999.  | 19:30       | Норвешка         | 0 : 5 | Кина           | Полуфинале | 28.986 |

Куп МЛСа
| Такмичење    | Датум              | Шампион        | Рез              | Друго место | Посета |
| ------------ | ------------------ | -------------- | ---------------- | ----------- | ------ |
| Куп МЛСа '96 | 20. октобар 1996.  | Ди си јунајтед | 3 : 2 (п. с. н.) | ЛА Галакси  | 34.643 |
| Куп МЛСа '99 | 21. новембар 1999. | Ди си јунајтед | 2 : 0            | ЛА Галакси  | 44.910 |

Финале женске фудбалске асоцијације
| Такмичење                | Датум           | Време (EDT) | Шампион             | Рез                          | Друго место | Посета |
| ------------------------ | --------------- | ----------- | ------------------- | ---------------------------- | ----------- | ------ |
| WUSA оснивачки куп 2001. | 25. август 2001 | 14:00       | Сан Хосе сајберејси | 3 : 3 (п. с. н.) (4–2, пен.) | Атланта бит | 21.078 |